# 1915
| [ Edytuj tabelę ]                                                | |
| Polska                                                           | - 1915 Generalne Gubernatorstwo Warszawskie 1918 |
| Generał-gubernator warszawski                                    | - 1915 Hans Hartwig von Beseler 1918 |
| Król Polski (tytularny)                                          | - 1894 Mikołaj II Romanow 1917 |
| Król Afganistanu                                                 | - 1901 Habibullah Chan 1919 |
| Król Albanii                                                     | - 1915 Wilhelm zu Wied 1915 |
| Książę Albanii                                                   | - 1914 Wilhelm zu Wied 1915 |
| Premier Albanii                                                  | - 1914 Esad Pasza Toptani 1916 |
| Współksiążęta Andory                                             | - 1907 Joan Baptista Benlloch i Vivó 1919 - 1913 Raymond Poincaré 1920 |
| Prezydent Argentyny                                              | - 1914 Victorino de la Plaza 1916 |
| Premier Australii                                                | - 1914 Andrew Fisher 1915 - 1915 Billy Hughes 1923 |
| Cesarz Austrii                                                   | - 1848 Franciszek Józef I 1916 |
| Król Bawarii                                                     | - 1913 Ludwik III 1918 |
| Król Belgów                                                      | - 1909 Albert I 1934 |
| Premier Belgii                                                   | - 1911 Charles de Broqueville 1918 |
| Król Bhutanu                                                     | - 1907 Ugyen Wangchuck 1926 |
| Prezydent Boliwii                                                | - 1913 Ismael Montes 1917 |
| Prezydent Brazylii                                               | - 1914 Venceslau Brás 1918 |
| Sułtan Brunei                                                    | - 1906 Muhammad Jamalul Alam II 1924 |
| Car Bułgarii                                                     | - 1887 Ferdynand I Koburg 1918 |
| Premier Bułgarii                                                 | - 1913 Wasił Radosławow 1918 |
| Prezydent Chile                                                  | - 1910 Ramon Barros 1915 - 1915 Juan Luis Sanfuentes 1920 |
| Prezydent Chin                                                   | - 1912 Yuan Shikai 1916 |
| Król Czarnogóry                                                  | - 1910 Mikołaj I Petrowić-Niegosz 1918 |
| Premier Czarnogóry                                               | - 1914 Risto Popović (p.o.) 1915 - 1915 Milo Matanović 1916 |
| Król Czech                                                       | - 1848 Franciszek Józef I 1916 |
| Król Danii                                                       | - 1912 Chrystian X 1947 |
| Premier Danii                                                    | - 1913 Carl Theodor Zahle 1920 |
| Dalajlama                                                        | - 1878 Thubten Gjaco 1933 |
| Prezydent Dominikany                                             | - 1914 Juan Isidro Jimenes Pereyra 1916 |
| Władca Egiptu                                                    | - 1914 Husajn Kamil 1917 |
| Premier Egiptu                                                   | - 1914 Husajn Ruszdi Pasza 1919 |
| Prezydent Ekwadoru                                               | - 1912 Leónidas Plaza 1916 |
| Cesarz Etiopii                                                   | - 1913 Lydż Ijasu 1916 |
| Premier Etiopii                                                  | - 1909 Habte Gijorgis 1927 |
| Prezydent Francji                                                | - 1913 Raymond Poincaré 1920 |
| Premier Francji                                                  | - 1914 René Viviani 1915 - 1915 Aristide Briand 1917 |
| Król Grecji                                                      | - 1913 Konstantyn I 1917 |
| Prezydent Gwatemali                                              | - 1898 Manuel Estrada Cabrera 1920 |
| Prezydent Haiti                                                  | - 1914 Joseph Davilmar Théodore 1915 - 1915 Vilbrun Guillaume Sam 1915 - 1915 Philippe Sudré Dartiguenave 1922                                                                               |
| Król Hiszpanii                                                   | - 1886 Alfons XIII 1931 |
| Premier Hiszpanii                                                | - 1913 Eduardo Dato 1915 - 1915 Álvaro Figueroa Torres 1917 |
| Król Holandii                                                    | - 1890 Wilhelmina 1948 |
| Premier Holandii                                                 | - 1913 Pieter Cort van der Linden 1918 |
| Prezydent Hondurasu                                              | - 1913 Francisco Bertrand 1919 |
| Szach Iranu                                                      | - 1909 Ahmad Szah 1925 |
| Premier Iranu                                                    | - 1914 Mostoufi ol-Mamalek 1915 - 1915 Abdolhosejn Farmanfarma 1915 - 1915 Abdol Madżid Mirza 1915 - 1915 Mostoufi ol-Mamalek 1915 - 1915 Abdolhosejn Farmanfarma 1916                       |
| Władca Indii                                                     | - 1910 Jerzy V 1936 |
| Król Irlandii                                                    | - 1910 Jerzy V 1936 |
| Cesarz Japonii                                                   | - 1912 Yoshihito 1926 |
| Premier Japonii                                                  | - 1914 Shigenobu Ōkuma 1916 |
| Kalif                                                            | - 1909 Mehmed V 1918 |
| Premier Kanady                                                   | - 1911 Robert Borden 1920 |
| Emir Kataru                                                      | - 1913 Abd Allah ibn Kasim Al Sani 1949 |
| Prezydent Kolumbii                                               | - 1914 José Vicente Concha 1918 |
| Patriarcha Konstantynopola                                       | - 1913 German V 1918 |
| Gubernator Korei (okupacja japońska)                             | - 1910 Masatake Terauchi 1916 |
| Prezydent Kostaryki                                              | - 1914 Alfredo González 1917 |
| Prezydent Kuby                                                   | - 1913 Mario García Menocal 1921 |
| Prezydent Liberii                                                | - 1912 Daniel Edward Howard 1920 |
| Książę Liechtensteinu                                            | - 1858 Jan II Dobry 1929 |
| Wielki książę Luksemburga                                        | - 1912 Maria Adelajda 1919 |
| Premier Luksemburga                                              | - 1888 Paul Eyschen 1915 - 1915 Mathias Mongenast 1915 - 1915 Hubert Loutsch 1916 |
| Sułtan Maroka                                                    | - 1913 Jusuf ibn Hassan 1927 |
| Prezydent Meksyku                                                | - 1914 Venustiano Carranza 1920 |
| Książę Monako                                                    | - 1889 Albert I 1922 |
| Minister stanu Monako                                            | - 1911 Émile Flach 1917 |
| Chan Mongolii                                                    | - 1911 Bogda Chan 1924 |
| Premier Mongolii                                                 | - 1912 Tögs-Ocziryn Namnansüren 1919 |
| Król Nepalu                                                      | - 1911 Tribhuvan 1950 |
| Premier Nepalu                                                   | - 1901 Chandra Shumsher Jang Bahadur Rana 1929 |
| Cesarz Niemiec                                                   | - 1888 Wilhelm II Hohenzollern 1918 |
| Kanclerz Niemiec                                                 | - 1909 Theobald von Bethmann Hollweg 1917 |
| Prezydent Nikaragui                                              | - 1911 Adolfo Díaz 1917 |
| Król Norwegii                                                    | - 1905 Haakon VII 1957 |
| Premier Norwegii                                                 | - 1913 Gunnar Knudsen 1920 |
| Premier Nowej Zelandii                                           | - 1912 William Massey 1925 |
| Sułtan Omanu                                                     | - 1913 Tajmur ibn Fajsal 1932 |
| Prezydent Panamy                                                 | - 1912 Belisario Porras Barahona 1916 |
| Papież                                                           | - 1914 Benedykt XV 1922 |
| Prezydent Paragwaju                                              | - 1912 Eduardo Schaerer 1916 |
| Prezydent Peru                                                   | - 1914 Oscar R. Benavides 1915 - 1915 José Pardo 1919 |
| Premier Południowej Afryki                                       | - 1910 Louis Botha 1919 |
| Prezydent Portugalii                                             | - 1911 Manuel José de Arriaga 1915 - 1915 Teófilo Braga 1915 - 1915 Bernardino Machado 1917                                                                                                  |
| Premier Portugalii                                               | - 1914 Vitor Hugo de Azevedo Coutinho 1915 - 1915 Joaquim Pimenta de Castro 1915 - 1915 Konstytucyjna Junta 1915 - 1915 João Chagas 1915 - 1915 José de Castro 1915 - 1915 Afonso Costa 1916 |
| Król Prus                                                        | - 1888 Wilhelm II 1918 |
| Car Rosji                                                        | - 1894 Mikołaj II 1917 |
| Premier Rosji                                                    | - 1914 Iwan Goriemykin 1916 |
| Król Rumunii                                                     | - 1914 Ferdynand 1927 |
| Premier Rumunii                                                  | - 1914 Ion I.C. Brătianu 1918 |
| Król Saksonii                                                    | - 1904 Fryderyk August III Wettyn 1918 |
| Prezydent Salwadoru                                              | - 1913 Carlos Meléndez 1919 |
| Kapitanowie regenci San Marino                                   | - 1914 Olinto Amati Cesare Stacchini 1915 - 1915 Moro Morri Antonio Burgagni 1915 - 1915 Alfredo Reffi Luigi Lonfernini 1916                                                                 |
| Sekretarz Stanu do spraw Politycznych i Zagranicznych San Marino | - 1908 Menetto Bonelli 1918 |
| Król Serbii                                                      | - 1903 Piotr Karadziordziewić 1918 |
| Prezydent Szwajcarii                                             | - 1915 Giuseppe Motta 1915 |
| Król Szwecji                                                     | - 1907 Gustaw V 1950 |
| Premier Szwecji                                                  | - 1914 Hjalmar Hammarskjöld 1917 |
| Król Tajlandii                                                   | - 1910 Vajiravudh 1925 |
| Król Tonga                                                       | - 1893 Jerzy Tupou II 1918 |
| Premier Tonga                                                    | - 1912 Tevita Tuʻivakano 1923 |
| Sułtan Turków                                                    | - 1909 Mehmed V 1918 |
| Prezydent Urugwaju                                               | - 1915 Feliciano Viera 1919 |
| Prezydent USA                                                    | - 1913 Woodrow Wilson 1921 |
| Prezydent Wenezueli                                              | - 1914 Victorino Márquez Bustillos 1922 |
| Król Węgier                                                      | - 1848 Franciszek Józef I 1916 |
| Premier Węgier                                                   | - 1913 István Tisza 1917 |
| Monarcha Wielkiej Brytanii                                       | - 1910 Jerzy V 1936 |
| Premier Wielkiej Brytanii                                        | - 1908 Herbert Henry Asquith 1916 |
| Król Włoch                                                       | - 1900 Wiktor Emanuel III 1946 |

Rok 1915 / MCMXV
stulecia: XIX wiek ~
XX wiek ~
XXI wiek

dziesięciolecia:
1880–1889 •
1890–1899 •
1900–1909 •
1910–1919
• 1920–1929
• 1930–1939
• 1940–1949

lata: 1905 «
1910 «
1911 «
1912 «
1913 «
1914 «
1915
» 1916
» 1917
» 1918
» 1919
» 1920
» 1925

## Rok 1915 ogłoszono
- Rokiem Świętym Jakubowym

## Wydarzenia w Polsce
- styczeń – uruchomiono linię kolejową Olecko – Suwałki. Zbudowana została przez Rosjan okupujących od listopada 1914 wschodni skrawek Mazur[1][2][3].
- 12 stycznia – utworzenie Legionu Puławskiego, oddziału polskiego w armii rosyjskiej.
- 24 stycznia – I wojna światowa: II Brygada Legionów Polskich pokonała Rosjan w bitwie pod Rafajłową.
- 25 stycznia – I wojna światowa: Austriacy rozbili rosyjską kawalerię w bitwie pod Lutowiskami.
- 5 lutego – premiera filmu Zaczarowane koło.
- 7 lutego – I wojna światowa: rozpoczęła się bitwa nad jeziorami mazurskimi.
- 17 lutego – zainaugurowała działalność Filharmonia Łódzka.
- 18 lutego – I wojna światowa: rozpoczęła się bitwa przasnyska.
- 23 marca – I wojna światowa: kapitulacja Twierdzy Przemyśl. Forty zostają wysadzone w powietrze przez austriacką załogę twierdzy.
- 26 marca – I wojna światowa: zakończyła się niemiecko-rosyjska bitwa przasnyska.
- 20 kwietnia – I wojna światowa: Białystok został zbombardowany przez niemieckie samoloty i sterowce, zginęło 13 osób, 34 zostały ranne.
- 26 kwietnia – Jasna Góra została ustanowiona enklawą pod okupacją austro-węgierską.
- 2 maja – I wojna światowa: rozpoczęła się bitwa pod Gorlicami zwana „Małym Verdun”. Niemcy i Austriacy przełamali front rosyjski.
- 16 maja – I wojna światowa: rozpoczęła się bitwa pod Konarami.
- 17 maja – I wojna światowa: Niemcy powstrzymali kontrnatarcie Rosjan pod Jarosławiem.
- 22 maja – I wojna światowa: Austriacy odzyskali Lwów.
- 31 maja – I wojna światowa: między Bolimowem a Sochaczewem wojska niemieckie użyły 264 tony ciekłego chloru, wypuszczonego z 12 tysięcy butli rozmieszczonych przed linią okopów rosyjskich. Ilość ta ponad dwukrotnie przewyższała ilość gazu użytą podczas ataku gazowego przeprowadzonego w kwietniu 1915 pod Ypres. W ciągu kilkunastu minut zginęło kilka tysięcy rosyjskich żołnierzy (dokładna liczba jest nie do ustalenia).
- Czerwiec–lipiec – I wojna światowa: atak na Warszawę.
- 3 czerwca – I wojna światowa: zakończyło się trzecie oblężenie Twierdzy Przemyśl. Do miasta weszły wojska bawarskie i austro-węgierska 4. dywizja kawalerii. Rosjanie wycofując się wysadzili mosty na Sanie.
- 13 czerwca – I wojna światowa: starcie Legionów Polskich z Rosjanami pod Rokitną. 2 szwadron ułanów II Brygady Legionów pod dowództwem rotmistrza Zbigniewa Dunina-Wąsowicza przypuścił szarżę na rosyjskie pozycje pod wsią Rokitna.
- 16 czerwca – Niemcy utworzyli Administrację Cywilną Polski po lewej stronie Wisły z siedzibą w Kaliszu.
- 1 lipca – Zawiercie uzyskało prawa miejskie.
- 13 lipca – I wojna światowa: rozpoczęła się II bitwa przasnyska.
- 14 lipca – I wojna światowa: wojska niemieckie odniosły zwycięstwo nad wojskami rosyjskimi w II bitwie przasnyskiej.
- 16 lipca – I wojna światowa: zwycięstwo wojsk austriackich nad rosyjskimi w bitwie pod Tuliłowem.
- 27 lipca – w Warszawie utworzono Straż Obywatelską.
- 30 lipca:
  - I wojna światowa: wojska Austro-Węgier zajęły Lublin.
  - uruchomiono Mławską Kolej Dojazdową.
- 3 sierpnia – zakończyła się bitwa pod Jastkowem
- 5 sierpnia – I wojna światowa: wojska niemieckie wkroczyły do Warszawy.
- 11 sierpnia – I wojna światowa: w wyniku bitwy o Pruszków Niemcy zajęli miasto.
- 13 sierpnia – I wojna światowa: Niemcy zajęli Białystok.
- 20 sierpnia – I wojna światowa: podpisanie kapitulacji przed Niemcami przez rosyjską załogę Twierdzy Modlin i Fortu Zakroczym.
- 21 sierpnia – I wojna światowa: rozpoczęła się bitwa pod Raśną.
- 24 sierpnia:
  - Niemcy w Warszawie utworzyli Generalne Gubernatorstwo.
  - I wojna światowa: zwycięstwo wojsk austriackich nad rosyjskimi w bitwie pod Raśną.
- 12 września:
  - Generał-gubernator warszawski Hans Hartwig von Beseler rozwiązał Centralny Komitet Obywatelski w Warszawie.
  - Niemcy rozpoczęli odbudowę wysadzonego 5 sierpnia przez wycofujące się wojska rosyjskie Mostu Kierbedzia w Warszawie.
- 18 września – I wojna światowa: Niemcy wkroczyli do Wilna.
- Październik – Narodowa Demokracja utworzyła Międzypartyjne Koło Polityczne.
- 5 października – premiera filmu Żona.
- 2 listopada – niemiecki generał gubernator Hans Hartwig von Beseler nadał tymczasowe statuty uczelniom warszawskim.
- 15 listopada – ponowne otwarcie Uniwersytetu Warszawskiego i Politechniki Warszawskiej.
- 1 grudnia – pod obeliskiem wzniesionym na wzgórzu Kaim pod Wieliczką, dla uczczenia odparcia wojsk rosyjskich, odbyła się uroczystość w rocznicę tego wydarzenia.
- 5 grudnia – powstało Polskie Stronnictwo Ludowe „Wyzwolenie”.
- 14 grudnia – ustalono podział ziem polskich na okupację niemiecką i austriacką.
- Data dzienna nieznana:
  - Ukazał się ostatni numer tygodnika „Zaranie”, wydawanego w latach 1907–1915.

## Wydarzenia na świecie
- 1 stycznia – I wojna światowa: 547 osób zginęło w wyniku zatopienia brytyjskiego pancernika HMS „Formidable” u wybrzeży hrabstwa Dorset (w pobliżu Lyme Regis), przez niemiecki okręt podwodny U-24.
- 7 stycznia – włoskie Ministerstwo Wojny utworzyło Wojskowy Korpus Lotniczy (wł. Corpo Aeronautico Militare), poprzednika przyszłej Regia Aeronautica.
- 8 stycznia – w miejscowości Vevey w Szwajcarii utworzono Polski Komitet Ratunkowy. Weszli do niego I. Paderewski, H. Sienkiewicz, A. Osuchowski, W. Mickiewicz i S. Askenazy. Celem komitetu było organizowanie pomocy materialnej i politycznej dla Polski w okresie trwania wojny.
- 12 stycznia:
  - Kongres Stanów Zjednoczonych wydał ustawę powołującą do życia „Park Narodowy Gór Skalistych”.
  - Izba Reprezentantów Stanów Zjednoczonych odrzuciła propozycję przyznania kobietom prawa wyborczego.
- 13 stycznia – trzęsienie ziemi (6,8° w skali Richtera) w miejscowości Avezzano w regionie Abruzzów we Włoszech, zginęło ok. 29 tys. osób.
- 17 stycznia – pierwsi ochotnicy do armii polskiej we Francji wyruszyli z Brazylii pod komendą sierżanta Kazimierza Warchałowskiego.
- 18 stycznia:
  - I wojna światowa: rozpoczęła się bitwa pod Kirlibabą.
  - I wojna światowa: zwycięstwo Niemców nad Brytyjczykami w bitwie pod Jassin (dzisiejsza Kenia).
  - Japonia potajemnie przekazała Chinom listę 21 żądań, które zmierzały do stworzenia tam japońskiego protektoratu.
- 19 stycznia:
  - francuski inżynier Georges Claude opatentował lampę neonową, używaną później powszechnie w reklamie.
  - I wojna światowa: niemieckie sterowce zbombardowały miasta Great Yarmouth i King’s Lynn w Wielkiej Brytanii, zabijając ponad 20 osób.
- 21 stycznia – w Detroit w stanie Michigan została założona organizacja o zasięgu międzynarodowym „Kiwanis International”, której celem jest poprawa warunków życia dzieci i młodzieży.
- 22 stycznia:
  - I wojna światowa: zakończyła się bitwa pod Kirlibabą.
  - ponad 600 osób zginęło w wyniku runięcia pociągu w przepaść pod Guadalajarą w Meksyku.
- 24 stycznia – I wojna światowa: zwycięstwo Brytyjczyków nad flotą niemiecką w bitwie morskiej na Dogger Bank.
- 26 stycznia – w Kolorado utworzono Park Narodowy Gór Skalistych.
- 28 stycznia – Straż Wybrzeża Stanów Zjednoczonych (ang. United States Coast Guard, USCG), powstała w 1790 roku, ustawą Kongresu Stanów Zjednoczonych zostaje przyłączona do amerykańskich sił zbrojnych.
- 31 stycznia:
  - I wojna światowa: Niemcy zastosowali broń chemiczną (chlor) przeciwko Rosjanom.
  - w Niemczech wprowadzono racjonowanie sprzedaży chleba i mąki.
- luty–październik – nalot szarańczy w Wielkiej Syrii (dzisiejsze Palestyna, Liban, Syria).
- 4 lutego – I wojna światowa: Niemcy ogłaszają blokadę wód wokół Anglii i Irlandii.
- 8 lutego – w Los Angeles odbyła się premiera kontrowersyjnego filmu wyreżyserowanego przez D.W. Griffitha pod tytułem Narodziny narodu (ang. The Birth of a Nation).
- 9 lutego – Kanał Sueski został zamknięty dla statków państw neutralnych.
- 11 lutego – I wojna światowa: pierwsi żołnierze kanadyjscy dotarli do Francji.
- 12 lutego – w Waszyngtonie położono kamień węgielny pod Pomnik Lincolna.
- 18 lutego – odwołano Letnie Igrzyska Olimpijskie 1916 w Berlinie.
- 19 lutego – I wojna światowa: na rozkaz Winstona Churchilla rozpoczęła się tragiczna w skutkach próba przełamania blokady dardanelskiej przez floty brytyjską i francuską.
- 20 lutego – w San Francisco rozpoczęła się Wystawa Światowa.
- 26 lutego – pierwsze bojowe wykorzystanie miotaczy ognia przez niemiecki 3 pułk zwiadowczy gwardii na froncie zachodnim, w Malancourt.
- 3 marca:
  - w USA utworzono komitet doradczy do spraw aeronautyki (NACA), będący poprzednikiem NASA.
  - nowojorska premiera niemego filmu pt. Narodziny narodu – reżyseria D.W. Griffith.
- 10 marca – Dimitrios Gunaris został premierem Grecji.
- 14 marca:
  - I wojna światowa: ścigany od czasu bitwy pod Falklandami 8 grudnia 1914 roku niemiecki krążownik SMS „Dresden” został przechwycony przez krążowniki brytyjskie i zmuszony do samozatopienia koło chilijskiego archipelagu Juan Fernández.
  - Wielka Brytania, Francja i Rosja uzgodniły, że w razie zwycięstwa, Konstantynopol i cieśnina Bosfor przejdą pod władanie Rosji (porozumienie to jest później anulowane ze względu na rewolucję w Rosji).
- 18 marca:
  - I wojna światowa: zwycięstwo Turków nad flotą brytyjsko-francuską w bitwie morskiej w Cieśninie Dardanelskiej.
  - I wojna światowa: na Morzu Północnym brytyjski HMS „Dreadnought” jako jedyny pancernik w historii staranował i zatopił okręt podwodny (niemiecki U-29).
- 19 marca – po raz pierwszy sfotografowano Plutona, który jednak nie został rozpoznany jako planeta.
- 20 marca – kataloński astronom Josep Comas Solá odkrył planetoidę (804) Hispania.
- 25 marca – w odległości około 2 km od portu Honolulu na Hawajach zatonął w niewyjaśnionych dotąd okolicznościach amerykański okręt podwodny F-4 z 21 członkami załogi.
- 27 marca – Mary Mallon, irlandzka służąca, nosicielka duru brzusznego została w USA poddana dożywotniej kwarantannie.
- 28 marca – zostaje odprawiona uroczysta msza przez arcybiskupa Johna Irelanda w nowokonsekrowanej katedrze kościoła rzymskokatolickiego, pod wezwaniem św. Pawła z Tarsu, w stolicy stanu Minnesota Saint Paul.
- 10 kwietnia – w ratuszu w szwajcarskiej Lozannie podpisano dokumenty o przeniesieniu tam z Paryża siedziby MKOl i ustanowieniu dla niego zaplecza archiwalnego.
- 11 kwietnia – premiera filmu niemego Włóczęga Charliego Chaplina.
- 13 kwietnia – rewolucja meksykańska: oddziały generała Pancho Villi zaatakowały oddziały Álvaro Obregóna. Atak ten nie powiódł się jednak ze względu na użycie przez obrońców drutu kolczastego i karabinów maszynowych.
- 22 kwietnia – I wojna światowa: pod Ypres stoczono bitwę pomiędzy wojskami francuskimi i niemieckimi. Niemcy po raz drugi w czasach nowożytnych użyli gazów bojowych (ciekły chlor). Pierwszy raz armia niemiecka użyła broni chemicznej na froncie wschodnim, na linii rzek Bzura i Rawka, 31 grudnia 1914, pod Bolimowem (w 1241 w Bitwie pod Legnicą po raz pierwszy Chińczycy służący w armii mongolskiej użyli broni chemicznej).
- 24 kwietnia – w Imperium Osmańskim aresztowano setki przedstawicieli inteligencji ormiańskiej. Ormianie datę tę uważają za początek rzezi Ormian.
- 25 kwietnia:
  - I wojna światowa: desant brytyjski wraz z oddziałami Australian and New Zealand Army Corps (ANZAC) wylądował na tureckim półwyspie Gallipoli.
  - wielki pożar w stolicy Islandii, Reykjavíku.
- 26 kwietnia – podpisany został traktat londyński, tajny układ sojuszniczy między Włochami a ententą.
- 27 kwietnia – I wojna światowa: francuski krążownik pancerny „Léon Gambetta” został zatopiony na Morzu Jońskim przez austro-węgierski okręt podwodny U-5; zginęły 684 spośród liczącej 821 osób załogi.
- 29 kwietnia – antywłoskie powstanie w Libii: zwycięstwo powstańców w bitwie przy oazie Ghardabija.
- 30 kwietnia:
  - zatonął australijski okręt podwodny HMAS AE2 na Morzu Marmara.
  - zbudowano 800-metrowy most na rzece Eufrat.
- 3 maja:
  - I wojna światowa: Włochy zerwały Trójprzymierze z Niemcami i Austro-Węgrami.
  - I wojna światowa: bitwa pod Gorlicami (Niemcy i Austro-Węgry przełamały front rosyjski).
- 5 maja:
  - I wojna światowa: artyleria turecka rozpoczęła ostrzał zatoki Anzac na półwyspie Gallipoli.
  - w Wiedniu została powołana emigracyjna Ogólna Rada Ukraińska.
- 7 maja – I wojna światowa: niemiecki U-Boot U-20 zatopił brytyjski parowiec transatlantycki RMS „Lusitania”, zginęło 1198 osób, ocalały 764.
- 9 maja:
  - I wojna światowa: Niemcy i Francuzi walczyli w drugiej bitwie o Artois – bitwa została nierozstrzygnięta, zginęło około 176 tys. żołnierzy.
  - I wojna światowa: w bitwie pod Arras polski Legion Bajończyków zdobył z dużymi stratami bronione przez Niemców wzgórze.
- 16 maja – zamach na premiera Portugalii J.P. Chagasa.
- 17 maja:
  - w Wielkiej Brytanii era większościowych rządów Partii Liberalnej zakończyła się, gdy premier Herbert Henry Asquith sformował koalicję wszystkich partii.
  - José de Castro(inne języki) został premierem Portugalii.
- 22 maja:
  - Austriacy odzyskali Lwów (zajęty przez Rosjan 3 września 1914).
  - 227 osób zginęło, 246 zostało rannych w zderzeniu trzech pociągów w Szkocji.
  - erupcja wulkanu Lassen Peak w paśmie Gór Kaskadowych w Kalifornii.
- 23 maja – I wojna światowa: Włosi podjęli działania zbrojne przeciw Austro-Węgrom.
- 23–24 maja – atak austriacki pomiędzy Wenecją a miastem Barletta.
- 25 maja:
  - I wojna światowa: zakończyła się nierozstrzygnięta II bitwa pod Ypres.
  - w Wielkiej Brytanii powstał Drugi rząd Herberta Henry’ego Asquitha.
- 27 maja – I wojna światowa: w angielskim porcie Sheerness eksplodował używany w czasie wojny jako stawiacz min statek pasażerski HMS „Princess Irene”; zginęły 352 osoby.
- 29 maja – Teófilo Braga został prezydentem Portugalii.
- Maj – początek 10-miesięcznych zmagań włosko-austriackich pod Isonzo.
- 2 czerwca – I wojna światowa: rozpoczęła się blokada wybrzeży Azji Mniejszej przez flotę Wielkiej Brytanii.
- 3 czerwca – rewolucja meksykańska: oddziały Álvaro Obregóna i Pancho Villi starły się w mieście León. We frontalnym ataku Obregón stracił prawe ramię, ale zdecydowanie pokonał oddziały Pancho Villi.
- 5 czerwca:
  - początek austriacko-włoskich potyczek w rejonie miasta Gorycja.
  - Dania wprowadziła poprawkę do konstytucji, gwarantującą kobietom prawo do głosowania.
- 7 czerwca – Rosja i Republika Chińska podpisały w Kiachcie porozumienie przyznające autonomię Mongolii Zewnętrznej.
- 9 czerwca – sekretarz stanu William Jennings Bryan rezygnuje ze stanowiska ze względu na różnice poglądów dotyczącą postępowania USA w sprawie zatopienia RMS Lusitania.
- 10 czerwca – I wojna światowa: Wielka Brytania opanowała niemiecką kolonię Kamerun.
- 15 czerwca – we Włoszech założono zgromadzenie zakonne paulistek.
- 16 czerwca – powstał Instytut Brytyjskich Kobiet (ang. British Women’s Institute).
- 17 czerwca – francuski minister wojny podjął decyzję o wyposażeniu żołnierzy w hełmy.
- 23 czerwca:
  - deklaracja papieża Benedykta XV o neutralności Watykanu.
  - I wojna światowa: rozpoczęła się I bitwa nad Isonzo.
- 1 lipca – I wojna światowa: rozpoczęła się niemiecka ofensywa na Litwę, Kurlandię i dawne Królestwo Polskie.
- 2 lipca – I wojna światowa: rozpoczął się rosyjski rajd na Gotlandię.
- 7 lipca – w pobliżu miejscowości Queenston w prowincji Ontario w Kanadzie doszło do katastrofy tramwajowej, zginęło 15 osób.
- 24 lipca – parowiec „Eastland” wywrócił się do góry dnem w centrum Chicago, 845 osób poniosło śmierć.
- 28 lipca – Stany Zjednoczone zajęły Haiti.
- 30 lipca – po raz pierwszy na polu walki zastosowano współczesny miotacz ognia.
- 5–23 sierpnia – huragany przechodzące przez Galveston i Nowy Orlean zabił 275 osób.
- 6–21 sierpnia – I wojna światowa: ofensywa sierpniowa, której celem było zdobycie kontroli nad półwyspem Gallipoli. Siły tureckie odparły atak, straty Imperium Brytyjskiego to ponad 20 tys. zabitych – straty Turków to około 12 tys. zabitych.
- 12 sierpnia – I wojna światowa: brytyjski bombowiec Short Type 184 przeprowadził pierwszy w historii atak torpedowy z powietrza, zatapiając turecki statek na Morzu Egejskim.
- 16 sierpnia – Ententa obiecała Królestwu Serbii w razie zwycięstwa nad Państwami Centralnymi przyłączenie znacznej części Bałkanów, m.in. Bośni i Hercegowiny, Slawonii i części Dalmacji.
- 19 sierpnia:
  - I wojna światowa: zwycięstwo floty rosyjskiej nad niemiecką w bitwie w Zatoce Ryskiej.
  - I wojna światowa: niemiecki okręt podwodny U-24 storpedował brytyjski parowiec „Arabic”.
- 6 września – prototyp czołgu był testowany po raz pierwszy przez Brytyjczyków. Z angielskiej taśmy montażowej zjechał pierwszy na świecie prototyp czołgu. Mały Wiluś (Little Willie), ważył 14 ton i jeździł z maksymalną prędkością niewiele większą niż 3 km/h. Napędzał go silnik o pojemności 13 litrów i mocy 105 KM.
- 11 września – największa kompania kolejowa w USA – „Pennsylvania Railroad” – rozpoczęła elektryfikację swych linii.
- 22 września – I wojna światowa: Francuzi rozpoczęli ofensywę w Szampanii.
- 6 października – I wojna światowa: rozpoczęła się ofensywa austriacka w Serbii.
- 9 października – I wojna światowa: zajęcie Belgradu przez Niemców.
- 12 października – I wojna światowa: brytyjska pielęgniarka Edith Cavell została rozstrzelana przez Niemców za pomaganie rannym żołnierzom Ententy w ucieczce z Belgii.
- 14 października – I wojna światowa: Bułgaria przystąpiła do wojny po stronie państw centralnych.
- 15 października – I wojna światowa: armia austro-węgierska i bułgarska wkroczyły na terytorium Królestwa Serbii. Pierwsza Armia Serbska wycofała się w stronę Grecji.
- 19 października – Stany Zjednoczone uznały rząd Venustiano Carranzy w Meksyku – de facto (nie de iure aż do 1917).
- 23 października – I wojna światowa: brytyjski okręt podwodny zatopił na Bałtyku niemiecki krążownik pancerny SMS Printz Adalbert z 672-osobową załogą.
- 27 października – William Morris Hughes został siódmym premierem Australii.
- 28 października – ograniczenie sprzedaży wyrobów mięsnych w Niemczech (tylko 4 dni w tygodniu).
- Listopad – rozpoczęły się negocjacje nad tajnym porozumieniem między Wielką Brytanią i Francją – Umowa Sykes-Picot – odnoszącym się do podziału Bliskiego Wschodu na strefy wpływów po zakończeniu wojny. Układ został podpisany 6 maja 1916 roku.
- 6 listopada – Hubert Loutsch został premierem Luksemburga.
- 9 listopada – I wojna światowa: niemiecki okręt podwodny U-35 zatopił u wybrzeży Grecji amerykański statek pasażerski SS „Californian”, znany z nieudzielenia pomocy tonącemu „Titanicowi”.
- 14 listopada – w Europie o godzinie 22:30 – rzekomo żołnierze z różnych państw walczących w pierwszej wojnie światowej doświadczyli wizji ukazujących im własną śmierć. Jeden z odcinków serialu telewizyjnego pod tytułem „Jeden krok za” (ang. One Step Beyond 1959-1961) ABC oparty był na tym rzekomym wydarzeniu.
- 20 listopada – w Chinach została przywrócona monarchia.
- 25 listopada – Albert Einstein sformułował Ogólną teorię względności. Teoria ta została opublikowana w roku 1916.
- 29 listopada – Afonso Costa został po raz drugi premierem Portugalii.
- Grudzień – I wojna światowa: Austria zajęła Serbię.
- 4 grudnia – papież Benedykt XV utworzył Archidiecezję Winnipeg w Kanadzie.
- 12 grudnia:
  - chiński generał i polityk Yuan Shikai ogłosił się cesarzem.
  - w Niemczech został wybudowany pierwszy w całości metalowy samolot (Junkers J 1).
- 20 grudnia – I wojna światowa: ostatnie oddziały australijskie ewakuowały się spod Gallipoli.
- 25 grudnia – założono portugalski klub piłkarski Varzim SC.
- 26 grudnia:
  - militarna rada tajnej organizacji irlandzkiej (ang. Irish Republican Brotherhood) wyznacza dzień, niedzielę wielkanocną roku 1916, za dzień rozpoczęcia powstania narodowego.
  - I wojna światowa: zwycięstwo floty brytyjsko-belgijskiej nad niemiecką w bitwie na Jeziorze Tanganika.
- 28 grudnia – założono Amerykańskie Towarzystwo Ekologiczne (ESA).
- 29 grudnia – I wojna światowa: strategiczne zwycięstwo Ententy nad flotą austro-węgierską w bitwie morskiej pod Durazzo.
- 30 grudnia:
  - krążownik pancerny HMS „Natal” zatonął w wyniku wewnętrznej eksplozji w szkockiej zatoce Cromarty Firth; zginęło od 390 do 421 osób.
  - I wojna światowa: u wybrzeży Krety po storpedowaniu przez niemiecki okręt podwodny U-38 zatonął brytyjski statek pasażerski SS „Persia”; zginęły 343 osoby.

- Alfred Wegener niemiecki geofizyk opublikował teorię wędrówki kontynentów, znaną również jako teoria Wegenera.
- Lord Beaverbrook kupił gazetę Daily Express.
- W USA – Gil Andersen samochodem marki Stutz, ustanowił rekord prędkości – 165,1 km/h (102,6 mph).
- W Detroit w stanie Michigan pojawił się pierwszy znak drogowy – nakaz zatrzymania (znak Stop).
- Kobiety w Danii i Islandii uzyskały prawa wyborcze.
- W Niemczech Franz Kafka opublikował nowelę Przemiana (niem. Die Verwandlung).

## Urodzili się
- 1 stycznia:
  - Zygmunt Augustowski, polski działacz podziemia niepodległościowego i antykomunistycznego (zm. 2008)
  - François Bondy, szwajcarski pisarz, dziennikarz, wydawca (zm. 2003)
  - Branko Ćopić, serbski poeta, prozaik (zm. 1984)
  - Jan Opletal, czeski student (zm. 1939)
  - Józef Światło, polski funkcjonariusz MBP pochodzenia żydowskiego (zm. 1994)
- 2 stycznia – Mieczysław Janikowski, polski działacz komunistyczny (zm. 1976)
- 4 stycznia – Tytus Karpowicz, polski pisarz dla dzieci i młodzieży, autor książek o tematyce przyrodniczo-podróżniczej (zm. 2009)
- 6 stycznia:
  - Ibolya Csák, węgierska lekkoatletka, skoczkini wzwyż (zm. 2006)
  - Franciszek Nowak, polski związkowiec, polityk, poseł na Sejm PRL (zm. 2003)
- 9 stycznia – Mollie Orshansky, amerykańska ekonomistka i statystyczka (zm. 2006)
- 11 stycznia - Anna Lanota, polska nauczycielka i dziennikarka (zm. 2008)
- 12 stycznia:
  - Joseph-Aurèle Plourde, kanadyjski duchowny katolicki (zm. 2013)
  - Herbert Robbins, amerykański matematyk i statystyk (zm. 2001)
- 14 stycznia – Franciszek Musiel, polski duchowny katolicki, biskup pomocniczy częstochowski (zm. 1992)
- 15 stycznia:
  - Ray Erlenborn, amerykański aktor (zm. 2007)
  - Dyzma Gałaj, polski socjolog, polityk, marszałek Sejmu PRL (zm. 2000)
- 16 stycznia:
  - Karl Maramorosch, amerykański wirusolog, entomolog i fitopatolog (zm. 2016)
  - Jan Staszel, taternik, przewodnik tatrzański, alpinista, inżynier poligraf (zm. 2003)
- 17 stycznia:
  - Jan Antonin Bajewski, polski franciszkanin, męczennik, błogosławiony katolicki (zm. 1941)
  - Antonina Mijal, polska lekarka, działaczka społeczna, żołnierz Armii Krajowej, pierwsza żona Władysława Bartoszewskiego (zm. 1986)
- 18 stycznia – Kazimierz Wichniarz, polski aktor (zm. 1995)
- 20 stycznia:
  - Stefan Mustafa Abramowicz, polski ułan pochodzenia tatarskiego, uczestnik II wojny światowej, porucznik WP w stanie spoczynku (zm. 2018)
  - Kurt Wilhelm Marek, pisarz i dziennikarz niemiecki (zm. 1972)
- 23 stycznia – Arthur Lewis, ekonomista brytyjski, laureat Nagrody Nobla (zm. 1991)
- 24 stycznia – Robert Motherwell, amerykański malarz (zm. 1991)
- 25 stycznia – Zofia Stachurska, polska śpiewaczka klasyczna (zm. 1980)
- 26 stycznia:
  - Władysław Fiałek, polski malarz (zm. 2006)
  - Zdzisława Wójcik, polska geobotaniczka, działaczka społeczna, nauczycielka i instruktorka harcerska (zm. 2018)
- 28 stycznia – Janina Jarzynówna-Sobczak, polska tancerka, choreograf, aktorka, pedagog (zm. 2004)
- 30 stycznia – Joachim Peiper, starszy oficer SS i Waffen-SS (zm. 1976)
- 30 stycznia – John Profumo, polityk brytyjski (zm. 2006)
- 31 stycznia – Thomas Merton, amerykański pisarz, poeta, trapista (zm. 1968)
- 1 lutego:
  - Stanley Matthews, angielski piłkarz (zm. 2000)
  - Alicia Rhett, amerykańska malarka i aktorka (zm. 2014)
- 2 lutego - Akiko Futaba, japońska aktorka, piosenkarka (zm. 2011)
- 3 lutego – Violet Webb, brytyjska lekkoatletka, sprinterka i skoczkini w dal (zm. 1999)
- 5 lutego – Robert Hofstadter, amerykański fizyk, laureat Nagrody Nobla (zm. 1990)
- 6 lutego:
  - Józef Czuma, polski porucznik, cichociemny (zm. 1944)
  - Danuta Szaflarska, polska aktorka (zm. 2017)
- 7 lutego – Teoctist Arăpaşu, prawosławny patriarcha Rumunii (zm. 2007)
- 8 lutego - Anna Wierzbicka, radziecka agronom, Bohater Pracy Socjalistycznej (zm. 2000)
- 9 lutego – Antoni Kobiela, polski działacz partyjny, prezydent Bielska-Białej (zm. 2003)
- 10 lutego:
  - Vojtech Stašík, słowacki malarz i rysownik (zm. 1978)
  - Władimir Zeldin, rosyjski aktor (zm. 2016)
- 11 lutego – Patrick Leigh Fermor, brytyjski pisarz, żołnierz, wsławiony wybitną rolą w greckim ruchu oporu podczas II wojny światowej (zm. 2011)
- 12 lutego – Lorne Greene, kanadyjski aktor, znany głównie z roli Bena Cartwrighta w westernowym serialu telewizyjnym Bonanza (zm. 1987)
- 13 lutego – Jerzy Węgierski, polski wojskowy, pisarz (zm. 2012)
- 15 lutego:
  - Antoni Mierzwiński, polski inżynier rolnik, polityk, minister skupu (zm. 1997)
  - Fiodor Mieszkow, radziecki polityk (zm. 1987)
- 18 lutego:
  - Bolesław Piasecki, polski polityk, twórca Stowarzyszenia „Pax” (zm. 1979)
  - Józefina Suriano, włoska działaczka Akcji Katolickiej, błogosławiona (zm. 1950)
- 20 lutego – Danuta Szaflarska, polska aktorka (zm. 2017)
- 21 lutego - Anna Rutkowska-Płachcińska, polska historyk, profesor (zm. 2008)
- 23 lutego:
  - Janusz Durko, polski historyk, archiwista i muzeolog (zm. 2017)
  - Paul Tibbets, amerykański pilot bombowca, który zrzucił bombę atomową na Hiroszimę (zm. 2007)
- 24 lutego:
  - Fats Everett, amerykański polityk, kongresmen ze stanu Tennessee (zm. 1969)
  - Kazimierz Kolańczyk, polski historyk prawa (zm. 1982)
- 25 lutego - Aida De La Fuente, hiszpańska rewolucjonistka (zm. 1934)
- 27 lutego – Wacław Skomorucha, polski duchowny katolicki, biskup pomocniczy siedlecki (zm. 2001)
- 28 lutego:
  - Karol Leisner, niemiecki duchowny katolicki, męczennik, błogosławiony (zm. 1945)
  - Peter Medawar, angielski naukowiec brazylijskiego pochodzenia (zm. 1987)
- 2 marca - Helena Wolf, polska lekarka, porucznik (zm. 1944)
- 3 marca – Kazimierz Plater, polski szachista (zm. 2004)
- 4 marca – László Csatáry, węgierski zbrodniarz wojenny (zm. 2013)
- 6 marca – Mary Ward, australijska aktorka (zm. 2021)
- 8 marca – Pelagia Scheffczyk, polska fakturzystka, kurierka ZWZ (zm. 1943)[4]
- 9 marca – Felice Leonardo, włoski duchowny katolicki (zm. 2015)
- 11 marca – Bronisław Kostkowski, polski kleryk, męczennik, błogosławiony katolicki (zm. 1942)
- 16 marca:
  - Gjon Karma, albański aktor, dramaturg (zm. 1994)
  - Kunihiko Kodaira, japoński matematyk (zm. 1997)
  - Ryszard Zasępa, polski statystyk (zm. 1994)
- 18 marca – Helga Gödl, austriacka i niemiecka narciarka alpejska (zm. 2005)
- 19 marca – Patricia Morison, amerykańska aktorka i piosenkarka (zm. 2018)
- 20 marca – Swiatosław Richter, rosyjski pianista (zm. 1997)
- 21 marca:
  - Hiacynta Lula, polska zakonnica, męczennica, Służebnica Boża (zm. 1943)
  - Zija Nurijew, radziecki polityk pochodzenia baszkirskiego (zm. 2012)
- 23 marca – Wasilij Zajcew, snajper radziecki z czasów II wojny światowej (zm. 1991)
- 28 marca:
  - Helena Kitajewicz, polska aktorka (zm. 1993)
  - Jan Zdzisław Targosiński, jeden z dowódców AK na Lubelszczyźnie (zm. 2018)
- 30 marca:
  - Jadwiga Andrzejewska, polska aktorka teatralna i filmowa (zm. 1977)
  - Arsenio Erico, piłkarz paragwajski, uchodzący za najlepszego w kraju i jednego z najlepszych w dziejach światowego futbolu (zm. 1977)
  - Pietro Ingrao, włoski polityk i dziennikarz (zm. 2015)
- 3 kwietnia – Piet de Jong, polityk holenderski, premier (zm. 2016)
- 4 kwietnia:
  - Ludwik Bazylow, polski historyk, badacz dziejów Europy Wschodniej (zm. 1985)
  - Jan Drda, czeski dziennikarz, prozaik i dramaturg (zm. 1970)
- 6 kwietnia – Tadeusz Kantor, malarz, scenograf, reżyser (zm. 1990)
- 7 kwietnia:
  - Henry Kuttner, pisarz science-fiction (zm. 1958)
  - Albert Otto Hirschman, amerykański ekonomista pochodzenia niemieckiego (zm. 2012)
  - Billie Holiday, amerykańska śpiewaczka jazzowa (zm. 1959)
- 10 kwietnia – Harry Morgan, amerykański aktor (zm. 2011)
- 12 kwietnia – Stanisław Sierawski, polski żołnierz (zm. 2022)
- 14 kwietnia – Jan Zumbach, polski pilot wojskowy, as myśliwski Polskich Sił Powietrznych na obczyźnie (zm. 1986)
- 20 kwietnia – Tova Berlinski, izraelska malarka polskiego pochodzenia (zm. 2022)
- 21 kwietnia – Anthony Quinn, aktor amerykański (zm. 2001)
- 22 kwietnia – Alfred Jahn, polski geograf, geomorfolog i polarnik, rektor Uniwersytetu Wrocławskiego (zm. 1999)
- 25 kwietnia – Henryka Słomczewska, polska lekkoatletka i piłkarka ręczna (zm. 1998)
- 29 kwietnia – Max H. Larson, amerykański działacz religijny, prezes korporacji nowojorskiej Nowojorskiego Towarzystwa Biblijnego i Traktatowego – Strażnica (zm. 2011)
- 30 kwietnia – Elio Toaff, włoski rabin (zm. 2015)
- 1 maja – Mieczysław Krzemiński, polski funkcjonariusz służb specjalnych PRL pochodzenia żydowskiego
- 4 maja – Florian Marciniak, polski instruktor harcerski, harcmistrz, pierwszy naczelnik Szarych Szeregów (zm. 1944)
- 5 maja:
  - Alice Faye, amerykańska aktorka, piosenkarka (zm. 1998)
  - Julia Wojciechowska, polska gimnastyczka (zm. 1986)
- 6 maja – Orson Welles, amerykański reżyser, producent, scenarzysta i aktor filmowy (zm. 1985)
- 7 maja – Ksienija Tripolitowa, rosyjska emigracyjna artystka baletowa (zm. 2020)
- 10 maja – Denis Thatcher, brytyjski przedsiębiorca, mąż Margaret Thatcher (zm. 2003)
- 12 maja – Roger Louis Schutz-Marsauche, ewangelicki duchowny, założyciel wspólnoty z Taizé (zm. 2005)
- 15 maja:
  - Mario Monicelli, włoski reżyser i scenarzysta (zm. 2010)
  - Paul Samuelson, amerykański ekonomista, statyk i ekonometryk (zm. 2009)
- 17 maja – Stanisław Smoleński, polski duchowny katolicki, biskup pomocniczy krakowski (zm. 2006)
- 20 maja – Mosze Dajan, izraelski generał i polityk (zm. 1981)
- 22 maja - Anna Augustyn, polska mistyczka katolicka (zm. 1980)
- 26 maja – Władysław Forbert, polski operator filmowy (zm. 2001)
- 27 maja – Herman Wouk, amerykański powieściopisarz (zm. 2019)
- 1 czerwca:
  - Tadeusz Kalinowski, polski aktor (zm. 1969)
  - Jan Twardowski, polski poeta, duchowny katolicki (zm. 2006)
- 10 czerwca – Saul Bellow, pisarz amerykański, laureat nagrody Nobla 1976 roku (zm. 2005)
- 12 czerwca:
  - Mildred Fizzell, kanadyjska lekkoatletka, sprinterka (zm. 1993)
  - David Rockefeller, amerykański przemysłowiec, filantrop; „król nafty” (zm. 2017)
- 15 czerwca – Thomas Huckle Weller, amerykański naukowiec, lekarz pediatra, bakteriolog, nagrodzony w 1954 r. Nagrodą Nobla (zm. 2008)
- 16 czerwca – John Tukey, amerykański statystyk i matematyk (zm. 2000)
- 23 czerwca:
  - Anna Andriejewa, radziecka lekkoatletka, kulomiotka (zm. 1997)
  - Włodzimierz Gedymin, pilot myśliwski, uczestnik Kampanii Wrześniowej, członek AK, pilot doświadczalny i komunikacyjny (zm. 2012)
- 24 czerwca – Fred Hoyle, brytyjski astronom, matematyk i astrofizyk teoretyczny (zm. 2001)
- 26 czerwca – Paul Castellano, znany przestępca amerykański, głowa mafijnej rodziny Gambino w Nowym Jorku od 1976 (zm. 1985)
- 2 lipca – Arthur Valerian Wellesley, 8. książę Wellington (zm. 2014)
- 5 lipca – John Woodruff, amerykański biegacz (zm. 2007)
- 7 lipca:
  - Peter H. Dominick, amerykański polityk, senator ze stanu Kolorado (zm. 1981)
  - Børge Gissel, duński kolarz (zm. 2002)
- 15 lipca – Albert Ghiorso, amerykański naukowiec, odkrywca pierwiastków chemicznych (zm. 2010)
- 20 lipca:
  - Johanna Vancura, austriacka lekkoatletka, sprinterka (zm. 1998)
  - Adam Wolnikowski, polski historyk, bibliofil (zm. 1990)
- 22 lipca – Josef Šebánek, czeski aktor (zm. 1977)
- 24 lipca – Ignacy Skowron, polski żołnierz, obrońca Westerplatte, kawaler Orderu Virtuti Militari (zm. 2012)
- 27 lipca – Mario Del Monaco, włoski śpiewak operowy, tenor (zm. 1982)
- 28 lipca:
  - Helena Dunicz-Niwińska, polska skrzypaczka (zm. 2018)
  - Charles Townes, amerykański fizyk, laureat Nagrody Nobla (zm. 2015)
- 8 sierpnia – Maria Rostworowska, peruwiańska historyk polskiego pochodzenia (zm. 2016)
- 20 sierpnia – Wiesław Müldner-Nieckowski, polski rzeźbiarz (zm. 1982)
- 22 sierpnia – Edward Szczepanik, polski ekonomista, polityk, premier Polski na uchodźstwie (zm. 2005)
- 23 sierpnia – Antonio Innocenti, włoski kardynał, wysoki urzędnik Kurii Rzymskiej, nuncjusz apostolski (zm. 2008)
- 27 sierpnia – Norman F. Ramsey, amerykański fizyk, laureat Nagrody Nobla (zm. 2011)
- 28 sierpnia – Józef Caban, polski działacz społeczny, kombatant II wojny światowej (zm. 2022)
- 29 sierpnia – Ingrid Bergman, szwedzka aktorka (zm. 1982)
- 30 sierpnia – Lillian (księżna Halland), księżna szwedzka (zm. 2013)
- 1 września:
  - Olive Jean Dunn, amerykańska matematyczka i statystyczka (zm. 2008)
  - Aleksandra Muszyńska, polska nauczycielka, działaczka PTTK (zm. 1981)
- 3 września: 
  - Jacinto Barquín, kubański piłkarz (zm. ?)
  - Knut Nystedt, norweski kompozytor, dyrygent i organista (zm. 2014)
- 7 września – Kornel Gibiński, polski lekarz, członek rzeczywisty PAN, PAU (zm. 2012)
- 8 września – Frank Cady, amerykański aktor (zm. 2012)
- 10 września – David Shugar, polski biofizyk (zm. 2015)
- 16 września – Tadeusz Koszarowski, polski chirurg, onkolog (zm. 2002)
- 22 września – Bernardino Piñera Carvallo, chilijski duchowny katolicki (zm. 2020)
- 23 września – Clifford Shull, amerykański fizyk, laureat Nagrody Nobla (zm. 2001)
- 30 września:
  - Lester Maddox, polityk amerykański (zm. 2003)
  - Zbigniew Resich, polski prawnik, sportowiec, profesor nauk prawnych, pierwszy prezes Sądu Najwyższego, dziekan Wydziału Prawa i Administracji Uniwersytetu Warszawskiego, poseł na Sejm PRL V kadencji (zm. 1989)
- 1 października:
  - Jerome S. Bruner, psycholog amerykański (zm. 2016)
  - Ralph Bishop, amerykański koszykarz (zm. 1974)
  - Helena Liersch, polska architekt, urbanistka (zm. 2006)
- 7 października – Roman Padlewski, polski kompozytor, pianista, skrzypek, dyrygent i muzykolog, uczestnik powstania warszawskiego (zm. 1944)
- 14 października – Loris Capovilla, włoski duchowny katolicki (zm. 2016)
- 15 października – Icchak Szamir, premier i polityk izraelski polsko-żydowskiego pochodzenia (zm. 2012)
- 17 października:
  - Victor Garaygordóbil Berrizbeitia, hiszpański duchowny katolicki (zm. 2018)
  - Arthur Miller, dramaturg amerykański (zm. 2005)
- 19 października – André Sol, holenderski duchowny katolicki (zm. 2016)
- 20 października – Jadwiga Dylik, polska nauczycielka, harcmistrzyni, działaczka polskiego podziemia (zm. 1943)[5]
- 21 października – Adele Palmer, amerykańska kostiumografka (zm. 2008)
- 22 października – Anna Gosławska-Lipińska, polska rysowniczka (zm. 1975)
- 28 października – Jan Nielubowicz, polski lekarz, współtwórca transplantologii w Polsce (zm. 2000)
- 31 października – Agnieszka Glinczanka, polska tłumaczka (zm. 1979)
- 3 listopada – Aleksandr Jeżewski, radziecki polityk (zm. 2017)
- 4 listopada:
  - Imrich Gablech, słowacki pilot wojskowy (zm. 2016)
  - Wee Kim Wee, singapurski polityk, prezydent w latach 1985–1993 (zm. 2005)
- 6 listopada:
  - Totte Åkerlund, szwedzki curler (zm. 2009)
  - Bolesław Kowalski, polski działacz komunistyczny, żołnierz AL, uczestnik powstania warszawskiego (zm. 1944)
- 9 listopada:
  - Sargent Shriver, amerykański polityk, dyplomata i działacz publiczny (zm. 2011)
  - Hanka Bielicka, polska aktorka (zm. 2006)
- 11 listopada – William Proxmire, amerykański polityk, senator ze stanu Wisconsin (zm. 2005)
- 12 listopada – Roland Barthes, francuski krytyk literacki, pisarz, czołowy przedstawiciel strukturalizmu (zm. 1980)
- 13 listopada – Carla Marangoni, włoska gimnastyczka (zm. 2018)
- 15 listopada:
  - Raymond F. Jones, amerykański pisarz science-fiction (zm. 1994)
  - Ramón Castro Jijón, ekwadorski admirał, polityk, prezydent Ekwadoru (zm. 1984)
  - Martin Nodell, amerykański rysownik (zm. 2006)
  - David Stirling, szkocki posiadacz ziemski, pułkownik (zm. 1990)
- 16 listopada – Juan Marvezzi, argentyński piłkarz (zm. 1971)
- 17 listopada – Albert Malbois, francuski duchowny katolicki, biskup Évry-Corbeil-Essonnes (zm. 2017)
- 19 listopada:
  - Anita Lizana, chilijska tenisistka (zm. 1994)
  - Earl Wilbur Sutherland Jr., amerykański fizjolog, laureat Nagrody Nobla (zm. 1974)
- 22 listopada – Oswald Morris, brytyjski operator filmowy (zm. 2014)
- 25 listopada:
  - Anna Kłodzińska, polska dziennikarka, pisarka (zm. 2008)
  - Augusto Pinochet, dyktator chilijski (zm. 2006)
- 27 listopada – Donald Ransom Whitney, amerykański statystyk i matematyk (zm. 2007)
- 28 listopada – Helena Kitowska, polska chemik, podporucznik Armii Krajowej (zm. 2000)
- 29 listopada – Eugene Polley, amerykański inżynier, wynalazca bezprzewodowego telewizyjnego pilota zdalnego sterowania (zm. 2012)
- 30 listopada – Henry Taube, kanadyjski chemik, laureat Nagrody Nobla (zm. 2005)
- 2 grudnia:
  - Halina Jabłońska, działaczka Młodzieży Wszechpolskiej, komendantka Narodowej Organizacji Wojskowej Kobiet, kapitan AK (zm. 1996)
  - Mikasa, książę japoński, orientalista, archeolog (zm. 2016)
- 3 grudnia:
  - Sero Chanzadian, ormiański pisarz (zm. 1998)
  - Richard Tesařík, czechosłowacki generał (zm. 1967)
- 6 grudnia – Suvarte Soedarmadji, indonezyjski piłkarz (zm. 1979)
- 7 grudnia:
  - Irena Jaźnicka, polska koszykarka, siatkarka, hazenistka (zm. 1968)
  - Eli Wallach, amerykański aktor i producent filmowy (zm. 2014)
- 8 grudnia – Ernest Lehman, amerykański scenarzysta filmowy (zm. 2005)
- 9 grudnia – Elisabeth Schwarzkopf, niemiecka śpiewaczka operowa (zm. 2006)
- 12 grudnia:
  - Frank Sinatra, piosenkarz amerykański (zm. 1998)
  - Jeremi Przybora, polski poeta, współtwórca Kabaretu Starszych Panów (zm. 2004)
- 13 grudnia:
  - Ross Macdonald, amerykański pisarz, autor powieści kryminalnych (zm. 1983)
  - Michał Sumiński, polski leśnik, zoolog, kapitan jachtowy i dziennikarz, autor książek o tematyce żeglarskiej (zm. 2011)
- 17 grudnia – Robert Dahl, amerykański politolog i socjolog (zm. 2014)
- 19 grudnia:
  - Jan Bohdan Gliński, polski lekarz, żołnierz AK, uczestnik powstania warszawskiego (zm. 2019)
  - Édith Piaf, piosenkarka francuska (zm. 1963)
- 27 grudnia – Gyula Zsengellér, węgierski piłkarz, napastnik (zm. 1999)

- data dzienne nieznana: 
  - Donald Allan Darling – amerykański statystyk (zm. 2014)

## Zmarli
- 11 stycznia – Zygmunt Miłkowski, właśc. Teodor Tomasz Jeż, polski pisarz i działacz niepodległościowy (ur. 1824)
- 24 stycznia – Arthur Auwers, niemiecki astronom (ur. 1838)
- 30 stycznia – Dawid Galván Bermúdez, meksykański duchowny katolicki, męczennik, święty (ur. 1881)
- 16 lutego – Alfred Wierusz-Kowalski, polski malarz (ur. 1849)
- 24 marca – Karol Olszewski, polski fizyk i chemik, profesor Uniwersytetu Jagiellońskiego (ur. 1846)
- 31 marca – Wyndham Halswelle, lekkoatleta szkocki, biegacz (ur. 1882)
- 3 kwietnia – Icchok Lejb Perec (jid. ‏יצחק לײב פּרץ‎), polski i żydowski pisarz, jeden z głównych twórców literatury jidysz (ur. 1851)
- 9 kwietnia – Raymond Whittindale, brytyjski rugbysta, medalista olimpijski (ur. 1883)
- 27 kwietnia – Aleksandr Skriabin (ros. Алекса́ндр Никола́евич Скря́бин), rosyjski pianista i kompozytor (ur. 1872)
- 2 maja – Clara Immerwahr, niemiecka chemik, pierwsza w historii Uniwersytetu Wrocławskiego kobieta z tytułem doktorskim (ur. 1870)
- 9 maja – François Faber, luksemburski kolarz (ur. 1887)
- 12 czerwca – Józef Brandt, polski malarz (ur. 1841)
- 2 lipca – Porfirio Díaz, prezydent Meksyku, dyktator (ur. 1830)
- 11 lipca – Albert Schickedanz, architekt i malarz związany z Budapesztem (ur. 1846)
- 14 lipca – Jenő Serényi, węgierski taternik, alpinista, narciarz, prawnik (ur. 1884)
- 16 lipca – Ellen G. White, prorokini amerykańska, jedna z założycieli Kościoła Adwentystów Dnia Siódmego (ur. 1827)
- 22 lipca – Sandford Fleming, kanadyjski inżynier i wynalazca (ur. 1827)
- 9 sierpnia – Jerzy Żuławski, polski pisarz (ur. 1874)
- 12 sierpnia – Max Rothmann, niemiecki lekarz żydowskiego pochodzenia, fizjolog, neurolog i neuroanatom (ur. 1868)
- 19 sierpnia:
  - Viktor Lorenc, inżynier, pierwszy czeski taternik, autor pierwszych wejść w Tatrach (ur. 1843)
  - Julius von Payer, austriacki oficer, kartograf, alpinista i badacz polarny, odkrywca Ziemi Franciszka Józefa (ur. 1841)
- 20 sierpnia – Paul Ehrlich, niemiecki lekarz, chemik, bakteriolog, serolog, laureat Nagrody Nobla w 1908 roku (ur. 1854)
- 31 sierpnia – Adolphe Pégoud, francuski lotnik (ur. 1889)
- 5 września – Stanisław Witkiewicz, polski malarz, architekt, pisarz i teoretyk sztuki, popularyzator stylu zakopiańskiego (ur. 1851)
- 28 września – Tadeusz Pawlikowski, polski reżyser i dyrektor teatrów (ur. 1861)
- 11 października – Jean Henri Fabre, francuski humanista, przyrodnik (ur. 1823)
- 12 października – Edyta Luiza Cavell, brytyjska pielęgniarka (ur. 1865)
- 24 października:
  - Józef Baldo, włoski duchowny katolicki, błogosławiony (ur. 1843)
  - Alojzy Guanella, włoski duchowny katolicki, założyciel guanellianów, święty (ur. 1842)
- 30 października – Charles Tupper, premier Kanady (ur. 1821)
- 31 października:
  - Władysław Steinhaus, polski żołnierz, kawaler Orderu Virtuti Militari (ur. 1896)
  - Antoni Zaleski, polski nauczyciel, podoficer Legionów Polskich (ur. 1890)
- 18 listopada – Ksawery Zakrzewski, polski lekarz, społecznik, działacz niepodległościowy (ur. 1876)
- 11 grudnia – Henryk Dembiński, polski ziemianin, polityk (ur. 1866)
- 19 grudnia – Alois Alzheimer, niemiecki lekarz psychiatra i neuropatolog (ur. 1864)

- data dzienna nieznana: 
  - Johann Franz (junior), spiskoniemiecki przewodnik tatrzański (ur. 1893)

## Nagrody Nobla
- z fizyki – sir William Henry Bragg, sir William Lawrence Bragg
- z chemii – Richard Willstätter
- z medycyny – nagrody nie przyznano
- z literatury – Romain Rolland
- nagroda pokojowa – nagrody nie przyznano

## Święta ruchome
- Tłusty czwartek: 11 lutego
- Ostatki: 16 lutego
- Popielec: 17 lutego
- Niedziela Palmowa: 28 marca
- Pamiątka śmierci Jezusa Chrystusa: 28 marca
- Wielki Czwartek: 1 kwietnia
- Wielki Piątek: 2 kwietnia
- Wielka Sobota: 3 kwietnia
- Wielkanoc: 4 kwietnia
- Poniedziałek Wielkanocny: 5 kwietnia
- Wniebowstąpienie Pańskie: 13 maja
- Zesłanie Ducha Świętego: 23 maja
- Boże Ciało: 3 czerwca